# Arturo Chávez
Arturo Chávez Korfiatis (Santiago del Cile, 12 gennaio 1990) è un altista peruviano.

## Biografia
Chávez ha esordito in campo internazionale nel salto in alto nel 2009, collezionando due medaglie a livello regionale con la nazionale seniores. Nel corso della sua carriera ha preso parte alla maggiori competizioni del continente sudamericano, vincendo una medaglia d'argento nel 2014 ai Giochi sudamericani in Cile.
A livello mondiale ha esordito nel 2014 ai Mondiali indoor in Polonia, non segnando alcuna misura utile in qualificazione, e partecipato come unico atleta Perùviano nei concorsi in campo ai Giochi olimpici di Rio de Janeiro 2016, non avanzando in finale.

## Record nazionali
- Salto in alto: 2,31 m ( Città del Messico, 11 giugno 2016)[3]

## Palmarès
| Anno | Manifestazione             | Sede           | Evento        | Risultato | Prestazione | Note |
| ---- | -------------------------- | -------------- | ------------- | --------- | ----------- | ---- |
| 2009 | Sudamericani U20           | Lima           | Salto in alto | 5º        | 1,95 m      |      |
| 2009 | Campionati ibero-americani | San Paolo      | Salto in alto | Argento   | 2,09 m      |      |
| 2009 | Giochi boliviariani        | Sucre          | Salto in alto | Bronzo    | 2,05 m      |      |
| 2010 | Sudamericani U23           | Medellín       | Salto in alto | 5º        | 2,09 m      |      |
| 2011 | Giochi panamericani        | Guadalajara    | Salto in alto | 12º       | 2,10 m      |      |
| 2012 | Sudamericani U23           | San Paolo      | Salto in alto | 5º        | 2,16 m      |      |
| 2013 | Sudamericani               | Cartagena      | Salto in alto | 7º        | 2,10 m      |      |
| 2013 | Giochi boliviariani        | Trujillo       | Salto in alto | Oro       | 2,17 m      |      |
| 2014 | Mondiali indoor            | Sopot          | Salto in alto | nm (q)    | nm (q)      |      |
| 2014 | Giochi sudamericani        | Santiago       | Salto in alto | Argento   | 2,18 m      |      |
| 2015 | Sudamericani               | Lima           | Salto in alto | 5º        | 2,10 m      |      |
| 2016 | Campionati ibero-americani | Rio de Janeiro | Salto in alto | 4º        | 2,23 m      |      |
| 2016 | Giochi olimpici            | Rio de Janeiro | Salto in alto | 29º (q)   | 2,22 m      |      |
| 2017 | Giochi bolivariani         | Santa Marta    | Salto in alto | Argento   | 2,18 m      |      |
| 2018 | Giochi sudamericani        | Cochabamba     | Salto in alto | 7º        | 2,10 m      |      |
| 2019 | Sudamericani               | Lima           | Salto in alto | 6º        | 2,10 m      |      |
| 2019 | Giochi panamericani        | Lima           | Salto in alto | 9º        | 2,15 m      |      |
| 2021 | Campionati sudamericani    | Guayaquil      | Salto in alto | 5º        | 2,17 m      |      |